# 発作性上室性頻拍
発作性上室性頻拍（ほっさせいじょうしつせいひんぱく、Paroxysmal supraventricular tachycardia、PSVT）は、間欠的に突然発症し突然治まる上室性頻拍のことである。多くの場合は無症状である。症状として、動悸、立ちくらみ、発汗、 息切れ、胸痛などがあげられる。
原因は不明確であるが、危険因子には、アルコール、カフェイン、 ニコチン、心理的ストレス、両親から受け継がれることが多いウォルフ・パーキンソン・ホワイト症候群などがあげられる。
根本的な機序は、通常、リエントリーをもたらす副経路によるものである。診断には通常、心電図（ECG）が用いられ、狭いQRS波と毎分150-240の速い心臓の拍動がみられる。
初期治療には、ヴァルサルヴァ法などの迷走神経刺激手技が用いられる。初期治療の効果がないがその患者の血圧が正常である場合は、アデノシン投薬が試されることがある。アデノシンが効果的でない場合は、 カルシウム拮抗剤またはベータ遮断薬が用いられることがある。それ以外の場合は、同期カルディオバージョンによる治療が行われる。再発の予防には、カテーテルアブレーションが用いられる。
発作性上室性頻拍は1000人あたり約2.3人に発症する。通常、12歳から45歳までに異常があらわれる。女性は男性よりも影響を受けやすい。通常、正常な心臓を持っている患者の治療効果は高い。心臓超音波検査は潜在的な心臓の問題を除外するために用いられることがある。 